# Leonídas Kampántais
Leonídas Kampántais (en grec moderne : Λεωνίδας Καμπάνταης) est un footballeur grec né le 8 mars 1982 à Athènes. Il est attaquant.

## Carrière
- 2002-04 : Aris FC  Grèce
- 2004-05 : AEK Athènes  Grèce
- 2005-06 : Anorthosis Famagouste  Chypre
- 2005-06 : Panionios  Grèce
- 2006-07 : AEK Athènes  Grèce
- 2007-09 : Arminia Bielefeld  Allemagne
- 2009- : Olympiakos Volos  Grèce